# KTDU-35
O KTDU-35 (também conhecido como 11D62), foi um sistema de propulsão soviético, composto por dois motores de foguete a combustível líquido. O primário S5.60 (SKD) e  o secundário S5.35 (DKD),  abastecidos pelos mesmos tanques queimando UDMH e AK27I num ciclo de geração de gás. Ele foi projetado por Aleksei Mihailovich Isaev e desenvolvido no KB KhIMMASH para o Programa Soyuz.

## Características
- Empuxo: 4,03-4,09 N[1][2][3][4][5][6][7]
- Isp: 270-278 s
- Pressão na câmara: 3,92 MPa
- Massa: 305 kg
- Tempo de queima: 500 s
- Ignições: 25

## Variantes
Esse motor foi usado em três variantes:
- S5.53: Versão para correção orbital para a Soyuz no programa lunar soviético.[1][2]
- S5.60 (ou KTDU-35 ou 11D62): Versão para missões de órbita baixa da Soyuz.[1][2]
- S5.66 (ou KTDU-66): Versão de manobras para as estações: Salyut 1 e Salyut 4. O tempo de queima foi aumentado para 1000 segundos, e também foi aumentado o número de ignições. Também era composto por motor primário e secundário.[1][8]